# Thalassina
Thalassina is een geslacht van kreeftachtigen, dat fossiel bekend is vanaf het Pleistoceen. Tegenwoordig leven er nog diverse soorten van dit geslacht.

## Beschrijving
Dit 12 cm lange spookkreeftje heeft een cilindervormige carapax met een vrij lang rostrum. De thoracale aanhangsels bevinden zich onder de scharen. Het laatste achterlijfssegment bevat een gepaard aanhangsel dat niet gevorkt is.

## Soorten
- Thalassina anomala Herbst, 1804
- Thalassina australiensis Sakai & Türkay, 2012
- Thalassina emerii Bell, 1844 †
- Thalassina gracilis Dana, 1852
- Thalassina kelanang Moh & Chong, 2009
- Thalassina krempfi Ngoc-Ho & de Saint Laurent, 2009
- Thalassina saetichelis Sakai & Türkay, 2012
- Thalassina spinirostris Ngoc-Ho & de Saint Laurent, 2010
- Thalassina spinosa Ngoc-Ho & de Saint Laurent, 2009
- Thalassina squamifera de Man, 1915